# 영감주의
영감주의(靈感主義, 영어: Inspirationalism)는 21세기 클래식 음악의 철학 사조(思潮)이다. 작곡가 엄대호((嚴大號, Dae-Ho Eom)가 주창하였고 구체적 행동으로 에덴으로 복귀(Return to Eden)를 의미하는 리투든(RETODEN) 운동을 전개했다.

## 특징
20세기 극단적 이성주의와 실험성, 물질주의에 대한 반동으로 등장하였고 인간의 내면과 영성을 음악으로 표현했다. 의(義)를 바탕으로 인간의 본질적 순수함과 도덕성 회복을 위해 음악 창작의 근원을 신성한 영감에서 찾고 이를 통해 인류의 정신을 높이려는 뜻을 담고 있다. 자연과 초자연의 소리와 리듬을 음악에 반영하여 창조물 인간과의 조화를 추구했고 전통적인 음악 형식을 유지하거나 얽매이지 않고 새로운 음악 언어와 음악 형식을 개발하고 이전의 음악 언어를 배척하지 않고 다양한 음악적 표현을 시도했다.

## 구체적 특징
이성(理性, Reason)과 감성(感性, Emotion)의 상위 개념에 영성(靈性, Spirituality)을 두고, 이 세 가지 요소의 조화를 통해 예술을 창조하는 행위라 정의했고. 이를 통해 예술이 단순한 감각적 즐거움을 넘어, 인간의 내면과 영혼을 울리는 행위라 주창했다.

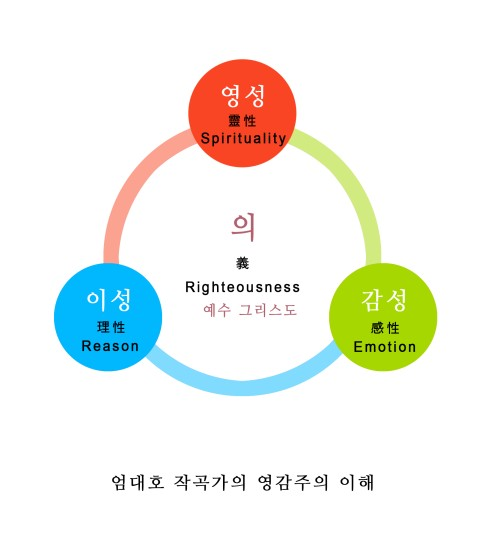
영감주의 이해

## 역사
- 판타가(Fantaga) 음악형식 개발 (2008): 12 Violin Fantaga 중 제12번 곡  ≪d Moll (Funeral Fantaga)≫은 장례(葬禮) 음악이다. 이전의 현대음악(20세기) 사조를 장례하고 다음에 나타날 사조를 상징하고 있다.[5]
- “즉흥연주로 쓴 수필” (2008~2009): 영감주의 효시의 작품은 이백 번째 곡 ≪조물주를 위하여≫이다.[2]

## 주요 작품
예수 그리스도 (오페라), 발레 모음곡≪벤허≫, 교향곡 ≪익투스≫, 8곡의 실내악 모음곡 ≪거제도 모음곡≫, ≪피아노 성경묵상 앨범 시리즈≫, 피아노와 일렉트릭 기타를 위한 ≪영감이 흐르는 빌립보서≫ 등이 있다.

## 평가
"20세기 이성주의에 대한 반동으로 신 음악 사조, 영감주의(靈感主義, Inspirationalism)는 음악을 통한 인간 본연의 가치를 추구하고 자연과 초자연의 소리를 담아낸다. 자유로운 표현은 그가 만든 판타가(Fantaga) 음악 형식에서 이성과 감성, 영성(靈性, spirituality)의 조화로 표현된다. 12음 기법을 주창한 쇤베르크와 상대성 논리가 성립되는 그의 '영감주의'는 순간적 영감과 정서가 결합 된 창조적 실행이다. 음악은 추상적이고 내면성이 강한 예술인데 이런 점에서 '영감주의'는 모든 정신적인 면에서 가까이 존재한다. 신중하게 응용된 음의 대비와 조성을 초월한 화성적 연결성이 특징지어진다. 조성의 초월적인 연결을 보유하고 선율 진행에서 절충된 특이점을 보여준다. 예수 그리스도의 "의(義)"를 중심으로 영성-이성-감성이 순환되는 점도 '영감주의'의 고유한 능력이며 기존에 기록된 음악 사조에 정의되어 있지 않고 혁신적이다." - 정순영 (음악평론가)
“작곡가 엄대호의 21세기 영감주의는 단순히 과거로의 회귀가 아니라, 시대의 변화에 발맞춰 새로운 음악적 언어와 표현 방식을 모색하는 혁신적인 시도이다.”  - 한국예술평론가협의회 회장 장석용